# Mittagskogel
A Mittagskogel, vagy Kepa a Karavankák hegycsúcsa, Szlovénia és Ausztria határán.

## Elhelyezkedés és felépítés
A hegy a Finkenstein am Faaker See község területén fekszik a Latschach am Faaker See (Karintia) és Kranjska Gora (Szlovénia)  falvak között a Klagenfurti-medence és Dovje a Sava Dolinka völgyében. A határ a csúcson át a Dráva-Száva vízválasztó mentén halad. A hegy legmagasabb pontjának jelölése XXVI/214 (2143 m). A Gipfelkreuz tőle kissé északra, közvetlenül az északi fal legmagasabb pontján áll (2142 m), határkő XXVI/215). A Mittagskogel csúcsát morzsalékos fődolomit és vastag, mintegy 600-700 méter vastagságú banki dolomit réteg fedi (Dachsteini mészkő). Alacsonyabb magasságban ez a Hornstein-mészkő, Schlern-dolomit és kagylómészkő, amelyek a szomszédos hegyek csúcsait alkotják.